# 艾梅·塞澤爾站
艾梅·塞澤爾站（法語：Aimé Césaire）是巴黎地鐵12號線的鐵路車站，位於歐貝維利耶。車站以法屬馬提尼克詩人艾梅·塞澤爾命名。
此站設有4個出口，包括一個有升降機的無障礙出口，預計每日有15,000人次使用，2022年5月31日啟用。

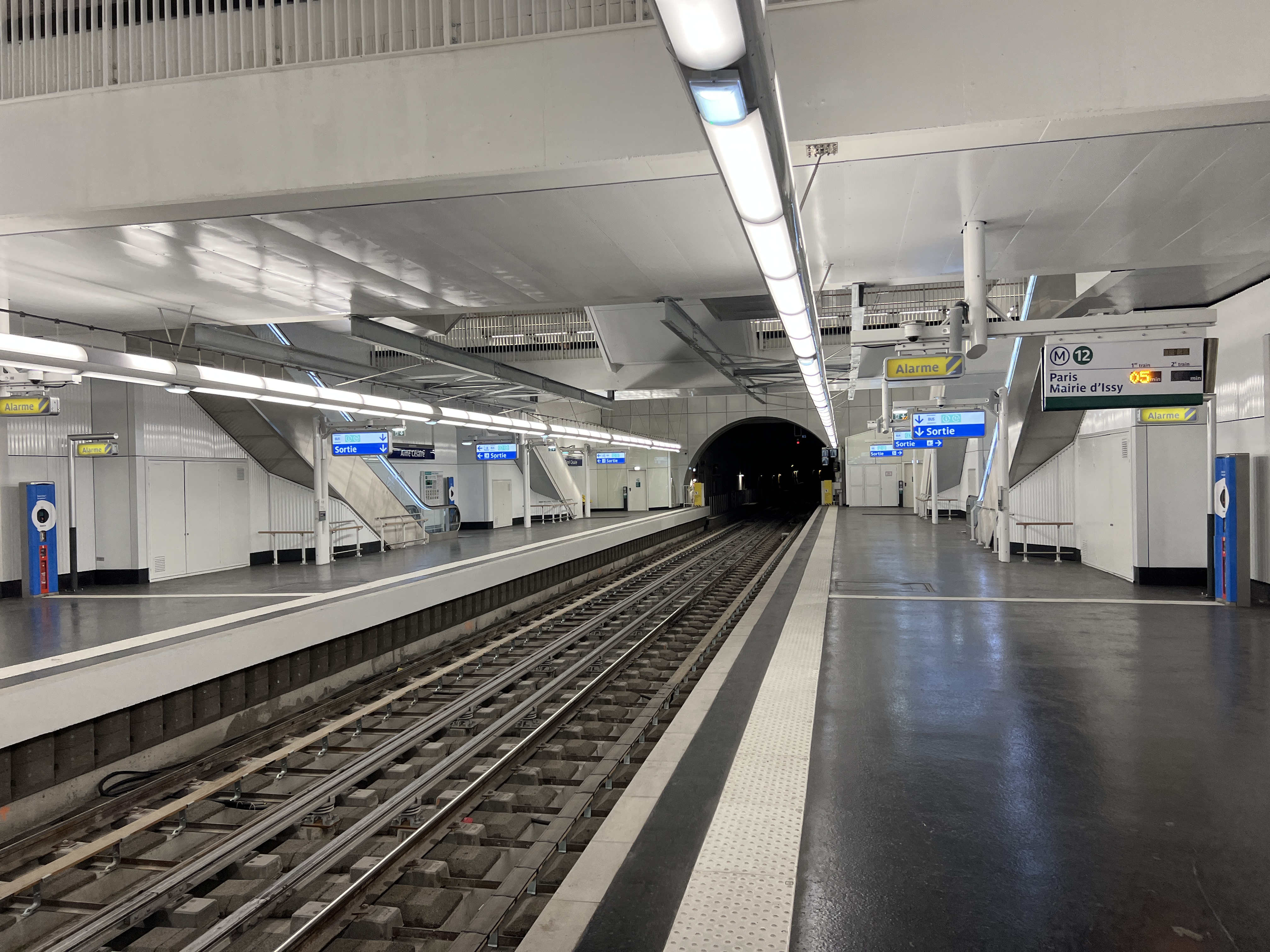
月台（2022年7月）